# Mirasierra (stacja metra)
Mirasierra – stacja metra madryckiego, zlokalizowana w dzielnicy o tej samej nazwie, w dystrykcie Fuencarral-El Pardo. Znajduje się na linii 9. Została otwarta 28 marca 2011 i do 25 marca 2015 pozostawała końcową stacją linii. Poprzednią stacją jest Herrera Oria, kolejną (od 2015) Paco de Lucía.